# Marquinhos Vieira
Marcus Vinicius Vieira de Souza, mais conhecido como Marquinhos Vieira (Rio de Janeiro, 31 de maio de 1984) é um jogador brasileiro de basquetebol. 
Marquinhos foi eleito MVP do Novo Basquete Brasil 5, temporada 2012–13 , NBB 8, temporada 2015-2016, e NBB10, temporada 2017-2018. Ao lado de Alex Garcia, é o jogador mais vezes escolhido para o Quinteto Ideal do NBB. Marquinhos já jogou na NBA, pelo New Orleans Hornets.
Detém, juntamente com Fausto Giannecchini e Marcelinho Machado, o recorde de sete títulos do Campeonato Brasileiro, sendo um Campeonato Nacional pelo Bauru e 6 títulos do Novo Basquete Brasil pelo Flamengo

## Início
Marquinhos começou a jogar basquete na escola, aos 12 anos de idade. Depois de jogar um torneio com o time de sua escola, Marquinhos foi convidado a fazer um teste no Monte Líbano. Aprovado no teste, foi jogar no time infantil do Monte Líbano, onde ficou por 3 anos. Marquinhos seguiu para o Corinthians, onde ficou por um ano, disputando a categoria cadete e eventualmente sendo chamado a ficar no banco nos jogos do time adulto.

## Carreira profissional

#### Bauru (2002)
Após um bom ano na base pelo Corinthians, Marquinhos foi convidado a jogar no Bauru, e participou da campanha que deu ao clube o primeiro título do Campeonato Brasileiro.

#### Pesaro e empréstimos (2003–2006)
No final de 2002, Marquinhos assinou um contrato de cinco anos com o Pesaro, equipe da Lega Basket, primeira divisão italiana. Sem passaporte, Marquinhos não podia disputar a LegaBasket, e acabou voltando por empréstimo ao Brasil, onde disputou  o Campeonato Brasileiro pelo Vasco da Gama em 2003, e pelo Corinthians/Mogi das Cruzes em 2004. Depois, foi emprestado a um clube da segunda divisão italiana, o Sutor Montegranaro, onde ganhou destaque imediato e ajudou o time a conquistar o terceiro lugar, perdendo a vaga de acesso no playoff decisivo. Ao final da temporada 2004–05, o Pesaro passou por uma grave crise financeira e encerrou suas atividades, Marquinhos, que conseguiu liberação do seu contrato, assinou pelo São Carlos, clube que acabara de subir à Série A do Campeonato Paulista, e se destacou individualmente, mas não evitou a eliminação do São Carlos na fase de repescagem.
Após a passagem pelo São Carlos, Marquinhos realizou, no primeiro semestre de 2006, um período intenso de treinamento visando o Draft da NBA.

#### New Orleans Hornets (2006–2008)
Na edição de 2006 do Draft da NBA, Marquinhos foi selecionado pelo New Orleans Hornets. O brasileiro fechou em outubro um contrato de dois anos com a franquia de Nova Orleans, à época jogando em Oklahoma City devido ao furacão Katrina. Nas duas temporadas de Marquinhos no Hornets, disputou 26 jogos, com média de 7,9 minutos por jogo na primeira temporada e de 5,3 minutos por jogo na segunda. Durante a passagem pelo Hornets, Marquinhos chegou a ser enviado ao Tulsa 66ers, afiliado do Hornets na D-League, para ganhar experiência, e voltou pouco mais de um mês depois, devido a seu bom desempenho, e a um série de contusões sofridas pelo elenco do Hornets. Em fevereiro de 2012, foi envolvido em uma troca com o Memphis Grizzlies, e, dois dias após o negócio, foi dispensado pela equipe.

#### Pinheiros (2008–2009)
Marquinhos assinou pelo Pinheiros em março de 2008 para a disputa da Supercopa de Clubes, que o clube terminou em 6º lugar, ficando fora das semifinais. Após disputar a Liga de Verão da NBA, numa tentativa de conseguir um novo contrato na liga americana, Marquinhos voltou ao Pinheiros e assinou um novo contrato com o clube para a temporada 2008–09. No Campeonato Paulista, o Pinheiros caiu nas semifinais, e Marquinhos foi o vice-líder em pontuação no torneio. Em seguida, Marquinhos disputou com o Pinheiros a primeira edição do Novo Basquete Brasil. Na abertura oficial do NBB, o Pinheiros perdeu para o Flamengo por 89–90, Marquinhos marcou 28 pontos. O Pinheiros caiu para o mesmo Flamengo nas quartas-de-final do NBB e Marquinhos foi votado para o primeiro Jogo das Estrelas do NBB.

#### Sutor Montegranaro (2009–2010)
Marquinhos tentava mais uma vez um contrato na NBA através da Liga de Verão, quando recebeu uma proposta do Sutor Montegranaro, o ala aceitou e voltou ao clube italiano, desta vez para jogar a Lega Basket. O bom rendimento de Marquinhos em sua nova passagem na Itália rendeu um novo interesse da NBA, inclusive do Hornets, mas o ala não desejava perder Mundial para competir na Liga de Verão.

#### Volta ao Pinheiros (2010–2012)
A vontade de ser protagonista e de voltar ao Brasil pesaram, e Marquinhos retornou ao Pinheiros para a temporada 2010–11. Na sua primeira temporada de volta ao clube paulistano, o Pinheiros chegou à primeira final de Campeonato Paulista da história do clube e terminou vice-campeão do torneio. No NBB 2010–11, o Pinheiros terminou a fase de classificação em segundo e parou nas semifinais contra o eventual campeão Lobos Brasília. Marquinhos foi votado pela segunda vez para o Jogo das Estrelas e foi eleito pela primeira vez para a Seleção do NBB. No Torneio Interligas, o Pinheiros chegou à sua primeira final em uma competição internacional, terminando vice-campeão para o Obras Sanitarias. Ainda em maio, Marquinhos renovou o contrato por mais uma temporada.
A temporada 2011–12 marcou o primeiro título paulista do Pinheiros, com Marquinhos sendo eleito para a Seleção de Ouro da Federação Paulista. O Pinheiros ainda chegou à final da Liga Sul-Americana de Basquete 2011–12, sendo vice-campeão, perdendo mais uma final para o Obras Sanitarias. No Torneio Interligas, Marquinhos foi mais uma vez à final com o Pinheiros, sendo novamente vice-campeão, deste vez contra o Peñarol No NBB 2011–12, o Pinheiros repetiu os resultados da temporada anterior, ficando em segundo lugar na fase de classificação e caindo nas semifinais, de novo para o Brasília. Marquinhos foi eleito pelo segundo ano seguido para a Seleção do NBB e foi votado mais uma vez para o Jogo das Estrelas, mas devido a uma contusão, não participou do evento.

#### Flamengo (2012–2021)
Marquinhos chegou ao Flamengo em 2012, junto a outras cinco contratações, além do novo treinador José Neto. Em sua primeira temporada no Rio, Marquinhos liderou um Flamengo desfalcado do principal jogador do clube nas últimas temporadas, Marcelinho, a 20 vitórias seguidas no NBB. Marquinhos conquistou o seu primeiro título no NBB, e ao final da temporada, foi eleito MVP do NBB 2012–13. Ao final da temporada, Marquinhos renovou o contrato por dois anos.
Na temporada 2013–14, Marquinhos foi mais uma vez campeão do NBB com o Flamengo, sendo eleito pelo quarto ano consecutivo para a Seleção do NBB. Na Liga das Américas, Marquinhos liderou o rubro-negro em pontos e o Flamengo conquistou pela primeira vez o torneio continental, vencendo o Pinheiros, que defendia o título.
A temporada seguinte com começou com o título da Copa Intercontinental contra o Maccabi Tel Aviv. Na volta à Liga das Américas, o Flamengo não conseguiu defender o título, ficando com 3º lugar no torneio. No NBB 2014–15, o Flamengo terminou a fase de classificação na terceira posição e conquistou, nos playoffs, o terceiro título nacional seguido, derrotando o Bauru na final por 2–0. Destaque da equipe, Marquinhos foi o eleito pelo quinto ano consecutivo para a Seleção do NBB. Ao final da temporada, renovou com o Flamengo por mais dois anos.

## Seleção Brasileira
Em 2007, Marquinhos disputou suas primeiras competições pela seleção principal, foi convocado para a disputa dos Jogos Pan-Americanos de 2007, no qual conquistou a medalha de ouro, e para a Copa Tuto Marchand, onde conquistou mais um título. Ainda em 2007, disputou a Copa América com a Seleção, mas se lesionou no primeiro jogo e ficou de fora do restante da competição. Marquinhos criticou publicamente Lula Ferreira, afirmando que os jogadores estariam descontentes com a forma que o treinador rodava a equipe. No comando da seleção desde 2003, Lula foi demitido logo após o torneio, ao não conseguir uma vaga nas Olimpíadas via Copa América. Mesmo com a mudança de treinador, as críticas públicas de Marquinhos dificultaram a continuação do ala na Seleção, sendo vetado das convocações do treinador seguinte, Moncho Monsalve.
Com mais uma mudança no comando da Seleção, assumindo o argentino Rubén Magnano, Marquinhos voltou a ser convocado. Disputou seu primeiro Mundial na Turquia. No mundial, o Brasil perdeu nas oitavas-de-final para a Argentina e Marquinhos se destacou no jogo contra os Estados Unidos, terminando como maior pontuador do Brasil no confronto. Em 2011, Marquinhos foi convocado para disputar a Copa Tuto Marchand e a Copa América. No Tuto Marchand, o Brasil foi campeão e Marquinhos foi eleito o MVP da competição. Na Copa América, a Seleção se classificou para as Olimpíadas pela primeira vez desde Atlanta 1996. Marquinhos foi parte do grupo que disputou as Olimpíadas de 2012 Em 2013, Marquinhos foi convocado para a Copa América, mas pediu dispensa por causa de um problema no joelho. Foi convocado também para a Copa do Mundo, onde o Brasil caiu nas quartas-de-final, para a Sérvia.
Em 2015, Marquinhos disputou pela seleção a Copa Tuto Marchand e a Copa América.
Em 2016, Marquinhos disputou sua segunda edição dos Jogos Olímpicos no Rio e a seleção brasileira foi eliminada precocemente ainda na primeira fase da competição.

## Estatísticas
| † | Denota temporadas em que equipe de Marquinhos ganhou um campeonato da NBB |
|   | Líder da liga                                                             |

### Temporada regular do NBB
| Ano      | Equipe    | PJ  | MPJ  | FG%  | 3P%  | LL%  | RT  | AS  | BR  | TO | PPJ  |
| -------- | --------- | --- | ---- | ---- | ---- | ---- | --- | --- | --- | -- | ---- |
| 2008–09  | Pinheiros | 28  | 37.8 | .524 | .363 | .821 | 5.4 | 4.7 | 1.7 | .2 | 22.3 |
| 2010–11  | Pinheiros | 27  | 33.0 | .538 | .358 | .811 | 3.7 | 3.4 | 1.4 | .5 | 20.4 |
| 2011–12  | Pinheiros | 28  | 31.5 | .545 | .418 | .794 | 3.8 | 2.4 | 1.2 | .2 | 18.0 |
| 2012–13† | Flamengo  | 34  | 30.9 | .571 | .433 | .795 | 4.6 | 2.5 | 1.2 | .2 | 20.7 |
| 2013–14† | Flamengo  | 16  | 26.7 | .484 | .376 | .860 | 3.5 | 2.4 | .9  | .3 | 14.8 |
| 2014–15† | Flamengo  | 28  | 27.8 | .539 | .459 | .821 | 4.5 | 2.6 | .9  | .2 | 15.9 |
| 2015–16† | Flamengo  | 28  | 26.9 | .492 | .381 | .791 | 3.9 | 3.1 | 1.3 | .2 | 15.6 |
| 2016–17  | Flamengo  | 27  | 31.1 | .462 | .389 | .782 | 3.7 | 3.3 | .7  | .1 | 18.6 |
| 2017–18  | Flamengo  | 28  | 28.6 | .488 | .371 | .790 | 3.8 | 3.2 | .8  | .2 | 18.2 |
| Carreira |           | 270 | 30.4 | .516 | .393 | .804 | 4.2 | 3.1 | 1.2 | .1 | 18.3 |
| All-Star |           | 4   | -    | -    | -    | -    | -   | -   | -   | -  | -    |

### Playoffs do NBB
| Ano      | Equipe    | PJ | MPJ  | FG%  | 3P%  | LL%  | RT  | AS  | BR  | TO | PPJ  |
| -------- | --------- | -- | ---- | ---- | ---- | ---- | --- | --- | --- | -- | ---- |
| 2009     | Pinheiros | 3  | 40.0 | .552 | .571 | .789 | 6.7 | 5.3 | 2.3 | .0 | 28.3 |
| 2011     | Pinheiros | 9  | 36.2 | .577 | .434 | .948 | 3.7 | 2.9 | 1.8 | .3 | 24.7 |
| 2012     | Pinheiros | 10 | 35.1 | .453 | .404 | .683 | 4.2 | 4.4 | 1.1 | .2 | 15.4 |
| 2013†    | Flamengo  | 9  | 33.7 | .530 | .429 | .851 | 4.9 | 3.0 | .7  | .2 | 18.6 |
| 2014†    | Flamengo  | 9  | 33.3 | .461 | .414 | .864 | 2.9 | 2.1 | .7  | .0 | 17.0 |
| 2015†    | Flamengo  | 10 | 27.6 | .494 | .417 | .912 | 4.6 | 2.8 | 1.5 | .2 | 15.4 |
| 2016†    | Flamengo  | 13 | 27.6 | .530 | .371 | .872 | 4.2 | 3.2 | 1.1 | .4 | 16.5 |
| 2017     | Flamengo  | 5  | 29.9 | .459 | .367 | .750 | 5.8 | 4.0 | 1.4 | .4 | 19.4 |
| 2018     | Flamengo  | 7  | 29.4 | .408 | .350 | .789 | 3.1 | 4.0 | 1.0 | .0 | 15.1 |
| Carreira | Carreira  | 63 | 32.1 | .512 | .420 | .851 | 4.2 | 3.2 | 1.2 | .2 | 18.3 |

### FIBA Liga das Américas
| Ano      | Equipe   | PJ | MPJ  | FG%  | 3P%  | LL%  | RT  | AS  | BR  | TO | PPJ  |
| -------- | -------- | -- | ---- | ---- | ---- | ---- | --- | --- | --- | -- | ---- |
| 2013     | Flamengo | 5  | 32.4 | .549 | .514 | .900 | 3.2 | 4.4 | .6  | .0 | 24.6 |
| 2014†    | Flamengo | 8  | 29.6 | .566 | .435 | .762 | 3.3 | 1.5 | .9  | .0 | 21.5 |
| 2015     | Flamengo | 5  | 29.6 | .509 | .414 | .880 | 4.0 | 3.0 | 1.0 | .2 | 18.4 |
| Carreira |          | 18 | 30.4 | .547 | .455 | .835 | 3.4 | 2.7 | .8  | .1 | 21.5 |

## Títulos e Honrarias

#### Bauru
- Campeonato Brasileiro: 2002.

#### Pinheiros
- Campeonato Paulista: 2011.

#### Flamengo
- Copa Intercontinental: 2014.
- Liga das Américas: 2014.
- Champions League Américas: 2020-21.
- Campeonato Brasileiro: 6 vezes (2012–13, 2013–14, 2014–15, 2015–16, 2018–19 e 2020-21).
- Copa Super 8: 2 vezes (2018 e 2020–21).
- Campeonato Carioca: 8 vezes (2012, 2013, 2014, 2015, 2016, 2018, 2019 e 2020).

#### Seleção Brasileira
- Jogos Pan-Americanos: 2007.
- Copa Tuto Marchand: 2 vezes (2007 e 2011).

### Conquistas Individuais

#### NBB
- 3x Most Valuable Player (2013, 2016 e 2018)
- 8× Jogo das Estrelas (2009, 2011, 2013, 2015, 2016, 2017, 2018 e 2021)
- 10× Seleção do NBB (2011–2016 e 2018–2021)
- 1x Líder em média de pontos (2018)

#### Copa Tuto Marchand
- Most Valuable Player (2011)